# Редзько, Константин Владимирович
Константин Владимирович Редзько (5 февраля 1880, Баку — 1959, Москва) — российский и советский военный деятель, руководитель ряда военных учебных заведений. Участник Первой мировой и Гражданской войн. Кавалер ордена Святого Георгия IV степени.

## Биография
Константин Владимирович Редзько родился 5 февраля 1880 года в городе Баку в дворянской семье.
В 1898 году окончил Бакинское реальное училище, затем в 1905 году Алексеевское военное училище. Направлен в чине подпоручика в лейб-гвардии Кексгольмский полк. До 1916 года служил в указанном полку офицером вплоть до полковника. Участвовал в Первой мировой войне, неоднократно ранен. Награжден рядом орденов, в том числе орденом Святого Георгия IV степени. В 1916 году назначен начальником 1-й Петергофской школы прапорщиков.
После начала Февральской революции вступил в партию социал-демократов. В 1917 году участвовал в штурме Зимнего дворца. Являлся делегатом Комиссии по обороне Петрограда. После Октябрьской революции перешёл на сторону РККА. В 1918 году назначен военруком Тамбовской губернии, после начальником 1-х Тамбовских советских пехотных курсов. В 1919 году во главе отряда курсантов школы направлен на Южный фронт, где участвовал в подавлении Вёшенского восстания. С 1920 года член РКП(б). При приближении фронта к Тамбову назначен комендантом Тамбовского укрепрайона, однако фронт был прорван войсками генерала Мамонтова и Тамбов был сдан без боя.
За сдачу Тамбова был арестован и отдан под трибунал, однако впоследствии оправдан и восстановлен в должности начальника 35-х Тамбовских пехотных курсов. Затем начальник 16-й Тамбовской пехотной школы командного состава.
В октябре-декабре 1920 года — командующий войсками по борьбе с повстанцами А. С. Антонова.
После окончания Гражданской войны, в 1923—1924 годах — начальник Тамбовской милиции. С 1927 по 1929 годы — начальник 2-й Саратовской школы младшего командного состава милиции. В дальнейшем до 1933 года на различных командных должностях в РККА. В 1933—1938 годах был начальником паспортного отдела Управления РКМ Свердловской области.
С 1947 года преподаватель радиотехнических дисциплин, завуч в Мурманском мореходном училище Наркомрыбпрома СССР.
Умер в 1959 году в Москве. Похоронен на Донском кладбище.

## Семья
- Отец — Редзько, Владимир Георгиевич (1855—1915) — надворный советник, прокурор Владикавказского окружного суда.
- Мать — Редзько (Фёдорова), Варвара Николаевна (1860—1942).
  - Брат — Редзько, Владимир Владимирович (1882—1937) — художник-ихтиолог Зоологического института АН СССР, расстрелян[5][6].

## Награды
Награды Российской империи
- Орден Святого Георгия IV степени (27.07.1916)[7]
- Орден Святого Станислава II степени с мечами (03.06.1915)[8][9]
- Орден Святого Станислава III степени (1906)
- Орден Святого Владимира IV степени с мечами и бантом (07.09.1915)[10]
- Орден Святой Анны III степени с мечами и бантом (07.03.1916)[11]
- Орден Святой Анны IV степени
- Серебряная медаль в память 60-ти летнего юбилея назначения Императора Австрийского Августейшим шефом Кексгольмского полка
- Светло-бронзовая медаль «В память 100-летия Отечественной войны 1812 года»
- Светло-бронзовая медаль «В память 300-летия царствования дома Романовых»

Награды СССР
- Орден Красного Знамени